# Streiflicht

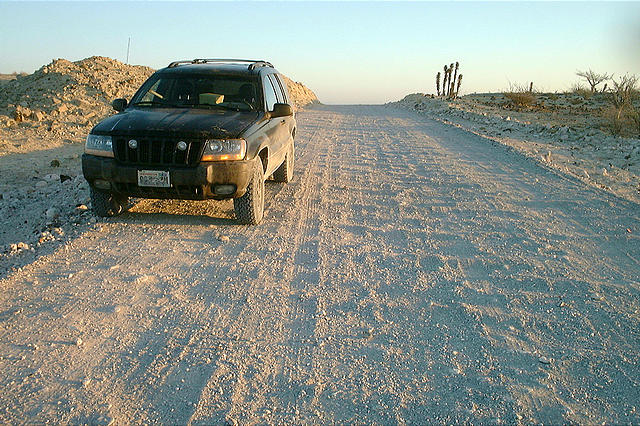
Im Streiflicht erkennbare Bodenwellen

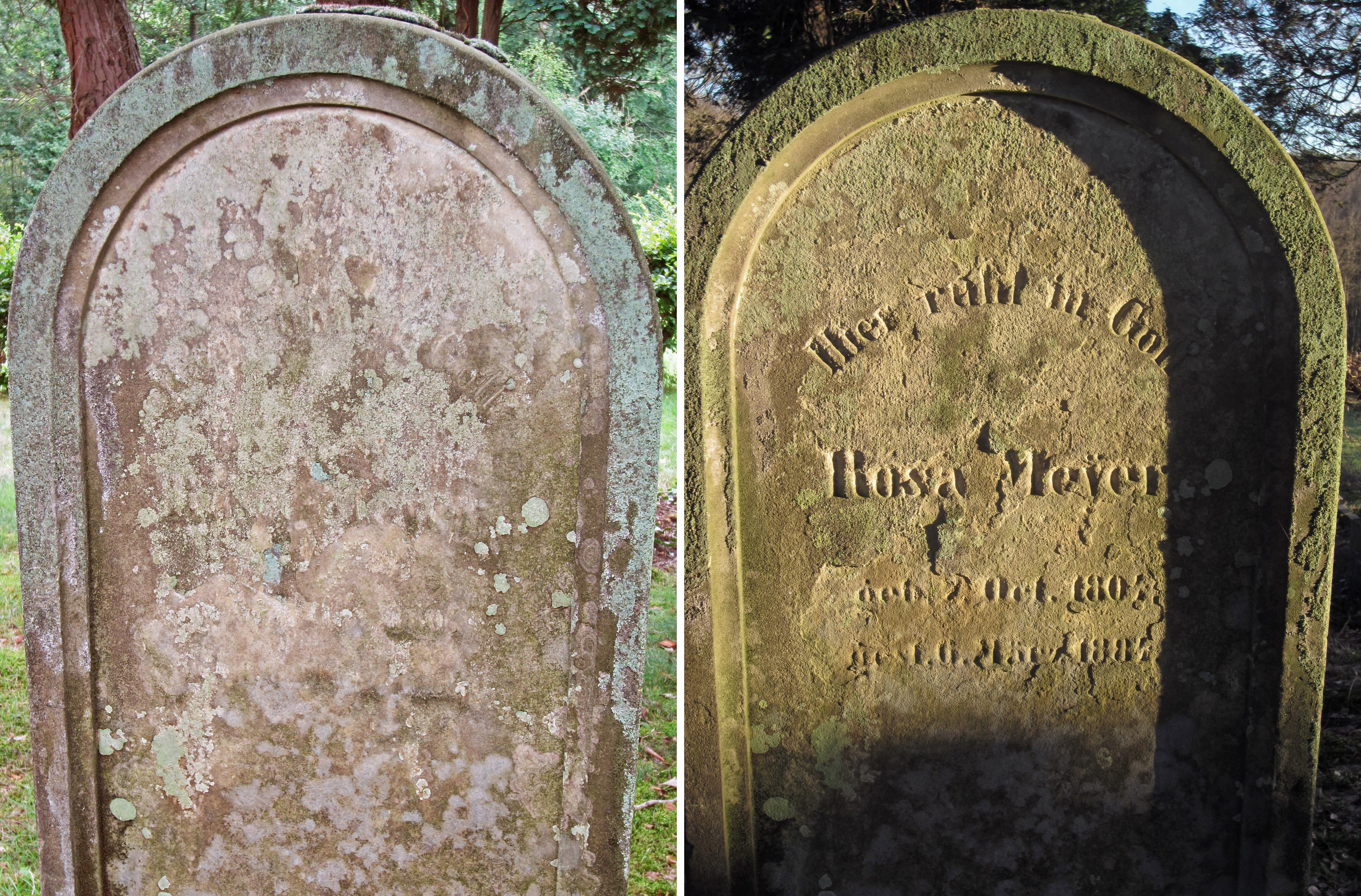
Erst Streiflicht offenbart die Identität mancher alter Grabsteine (von: Jüdischer Friedhof Schwelm)

Streiflicht ist Licht, das von der Seite auf eine Fläche einfällt. Es kann diffuses Licht sein oder ein scharfer Strahl, der einen Schlagschatten erzeugt.
Im Streiflicht werden Konturen durch starke Schattierung überdeutlich dargestellt.
Bei den Lichtern im Vorspann von 20th Century Filmen handelt es sich nicht um Streiflichter, sondern Suchlichter.
Bei der Süddeutschen Zeitung heißt die tägliche Glosse auf Seite 1 Streiflicht.

## Anwendung
In der Gemäldeuntersuchung wird Streiflicht benutzt, um das Oberflächenrelief und die „Pastosität“ zu erkennen und fotografisch dokumentieren zu können.